# Flughafen Vientiane

i8
i11
i13

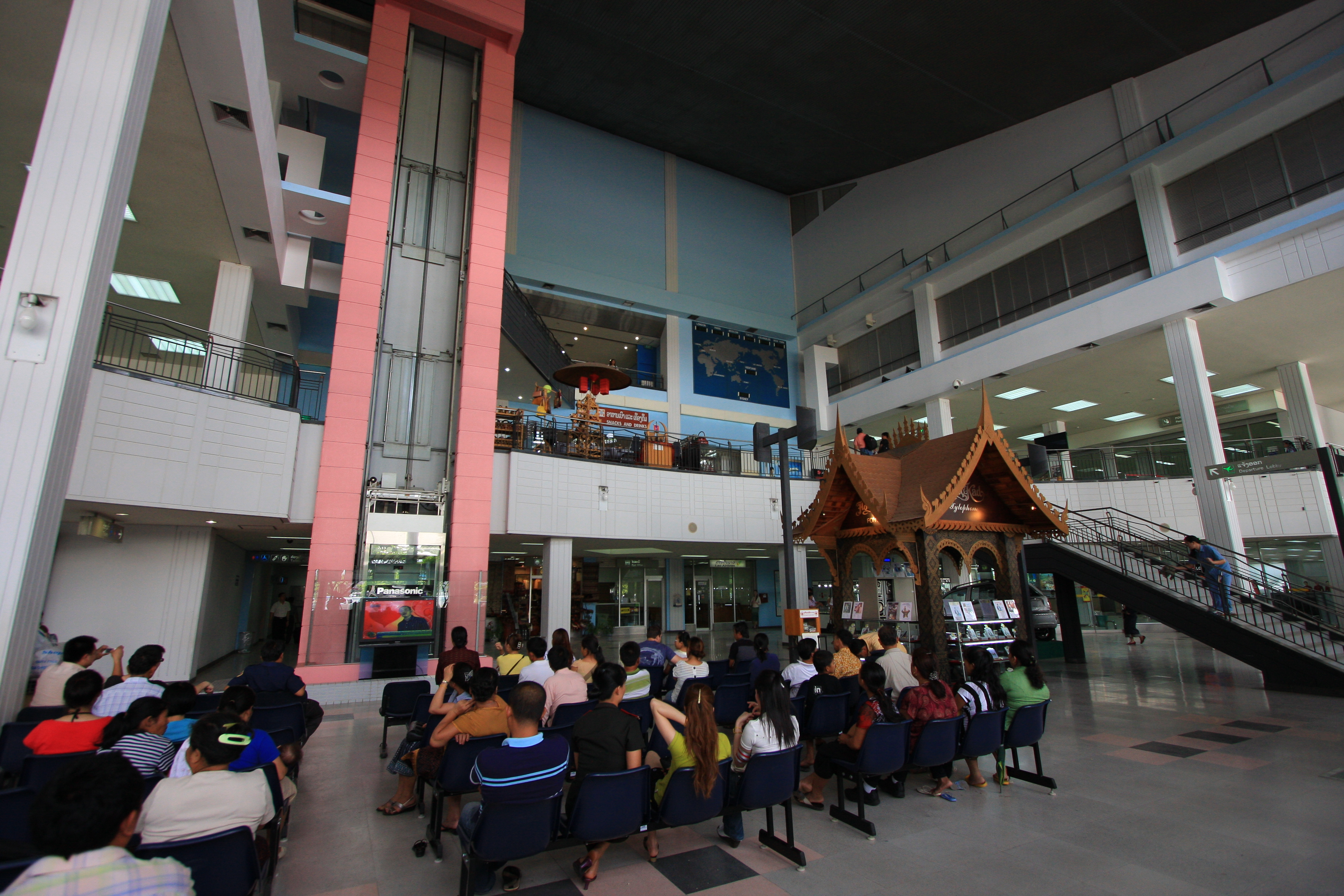

Der Flughafen von Vientiane (laotisch ສະໜາມບິນສາກົນວັດໄຕ, englisch Wattay International Airport, IATA-Code: VTE, ICAO-Code: VLVT) ist der internationale Flughafen von Vientiane, der Hauptstadt von Laos.

## Allgemeines
Der Wattay International Airport besitzt eine asphaltierte Piste (3000 × 45 m) sowie einen Terminal für Inlandflüge und einen (neueren) internationalen Terminal. Der Flughafen wird auch militärisch genutzt. Neben dem Flughafen von Vientiane gibt es noch vier weitere internationale Flughäfen in Laos: den Flughafen Pakse, den Flughafen Savannakhet im Süden sowie den Flughafen Luang Prabang und den Flughafen Bokeo im Norden des Landes.

## Zwischenfälle
- Am 14. Juni 1956 verunglückte eine Bristol 170 Mk.31E der Air Laos (Luftfahrzeugkennzeichen F-OAOU) bei einem missglückten Durchstartversuch am Flughafen Vientiane-Wattay, nachdem ein Triebwerk ausgefallen war und die Maschine mit Bäumen kollidierte. Eigentümerin des Flugzeugs war die französische Aigle Azur Extrême Orient.[1] Über Personenschäden ist nichts bekannt.[2][3][4]

- Am 15. Dezember 1960 wurde eine Douglas DC-3/C-47D der Air Laos (XW-PAD) auf dem Flughafen Vientiane-Wattay durch Granatenfeuer irreparabel beschädigt. Über Personenschäden ist nichts bekannt.[5]

- Am 24. März 1964 wurde eine Scottish Aviation Twin Pioneer 2 der unter falschen laotischen Kennzeichen fliegenden Continental Air Services (US Central Intelligence Agency, CIA) (XW-PBJ) auf dem Flughafen Vientiane (Laos) bei einem schweren Sturm irreparabel beschädigt. Über Personenschäden ist nichts bekannt.[6]

- Am 24. März 1964 wurde eine Scottish Aviation Twin Pioneer 2 der unter falschen laotischen Kennzeichen fliegenden Continental Air Services (US Central Intelligence Agency, CIA) (XW-PBP) auf dem Flughafen Vientiane bei einem schweren Sturm irreparabel beschädigt. Über Personenschäden ist nichts bekannt.[7]

- Am 15. Oktober 1974 stürzte eine Curtiss C-46D-15-CU Commando der Royal Air Lao (XW-PBW) 120 Kilometer nordnordöstlich des Start- und Zielflughafens Vientiane ab. Mit der Maschine sollte Ladung über einer unbekannten Abwurfzone in Laos abgeworfen werden. Alle 5 Besatzungsmitglieder, die einzigen Insassen auf dem Frachtflug, kamen ums Leben.[8]

- Am 24. März 1976 wurde eine Douglas DC-4/C-54A-1-DO der Royal Air Lao (XW-PND) auf dem Flughafen Vientiane bei einem schweren Sturm irreparabel beschädigt. Über Personenschäden ist nichts bekannt.[9]

- Am 24. März 1976 wurde eine Douglas DC-4/R5D-1 der Royal Air Lao (XW-PNF) auf dem Flughafen Vientiane bei einem schweren Sturm irreparabel beschädigt. Über Personenschäden ist nichts bekannt.[10]

- Am 24. März 1976 wurde eine Douglas DC-4/C-54A-15-DC der Royal Air Lao (XW-PNI) auf dem Flughafen Vientiane bei einem schweren Sturm irreparabel beschädigt. Über Personenschäden ist nichts bekannt.[11]

- Am 24. März 1976 wurde eine Douglas DC-3/C-47A-90-DL der Royal Air Lao (XW-TAF) auf dem Flughafen Vientiane bei einem schweren Sturm irreparabel beschädigt. Über Personenschäden ist nichts bekannt.[12]

- Am 24. März 1976 wurde eine Douglas DC-3/C-47A-DL der Royal Air Lao (XW-TDF) auf dem Flughafen Vientiane bei einem schweren Sturm irreparabel beschädigt. Über Personenschäden ist nichts bekannt.[13]

- Am 24. März 1976 wurde eine Douglas DC-3/C-47B-35-DK der Royal Air Lao (XW-TDR) auf dem Flughafen Vientiane bei einem schweren Sturm irreparabel beschädigt. Über Personenschäden ist nichts bekannt.[14]

- Am 24. März 1976 wurde eine Dornier Do 28A-1 der unter falschen laotischen Kennzeichen fliegenden Continental Air Services (US Central Intelligence Agency, CIA) (XW-PCT) auf dem Flughafen Vientiane bei einem schweren Sturm irreparabel beschädigt. Über Personenschäden ist nichts bekannt.[15]